# Stefaniola africana
Stefaniola africana är en tvåvingeart som beskrevs av Edwin Möhn 1917. Stefaniola africana ingår i släktet Stefaniola och familjen gallmyggor.
Artens utbredningsområde är Eritrea. Inga underarter finns listade i Catalogue of Life.